# 河坎子乡
河坎子乡，是中华人民共和国辽宁省朝阳市凌源市下辖的一个乡镇级行政单位。

## 行政区划
河坎子乡下辖以下地区：
河坎子村、沙果沟村、碾子沟村、东庄村、东沟村、苏杖子村、北杖子村和唐杖子村。